# Färöarnas herrlandslag i fotboll

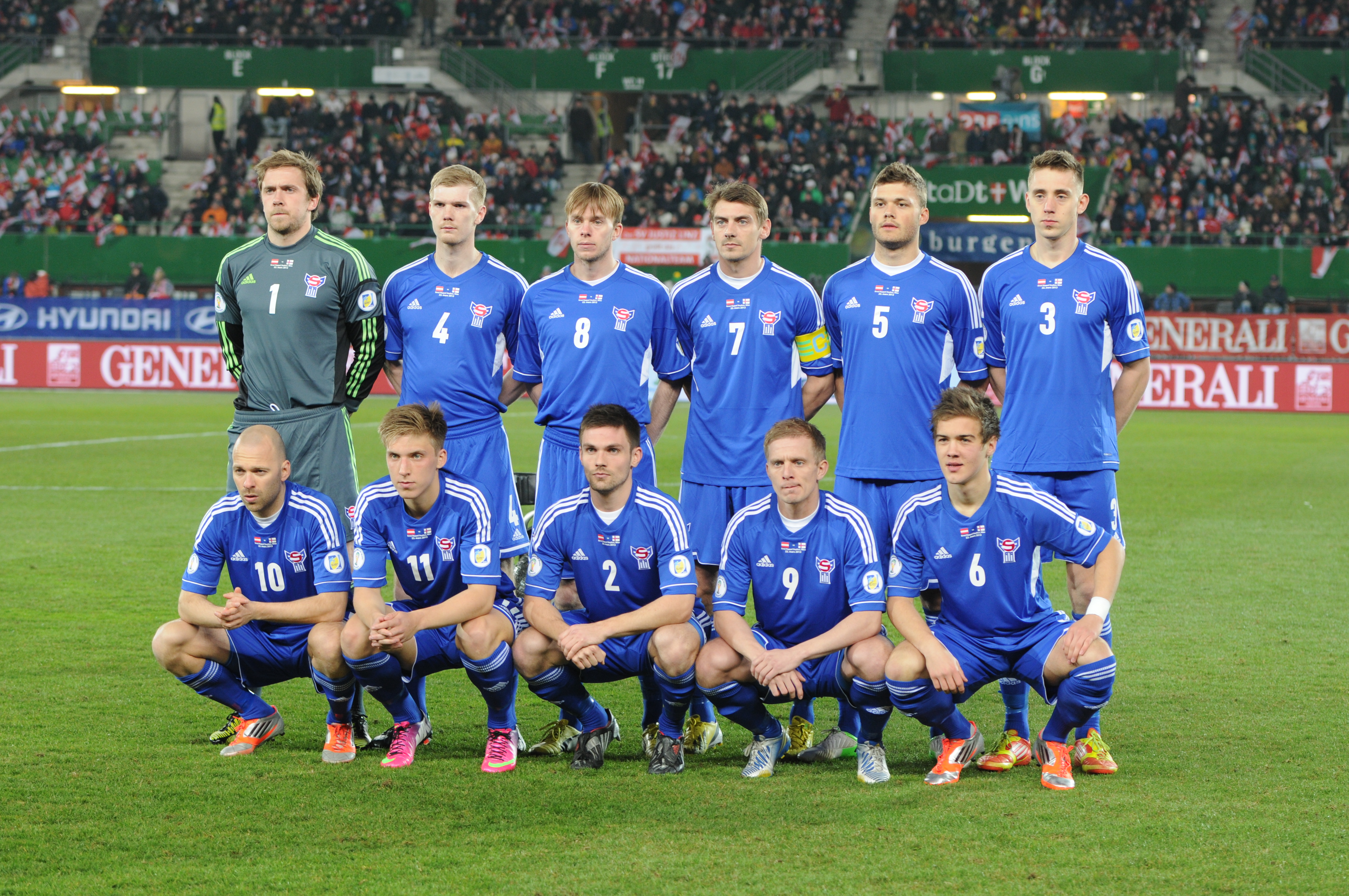

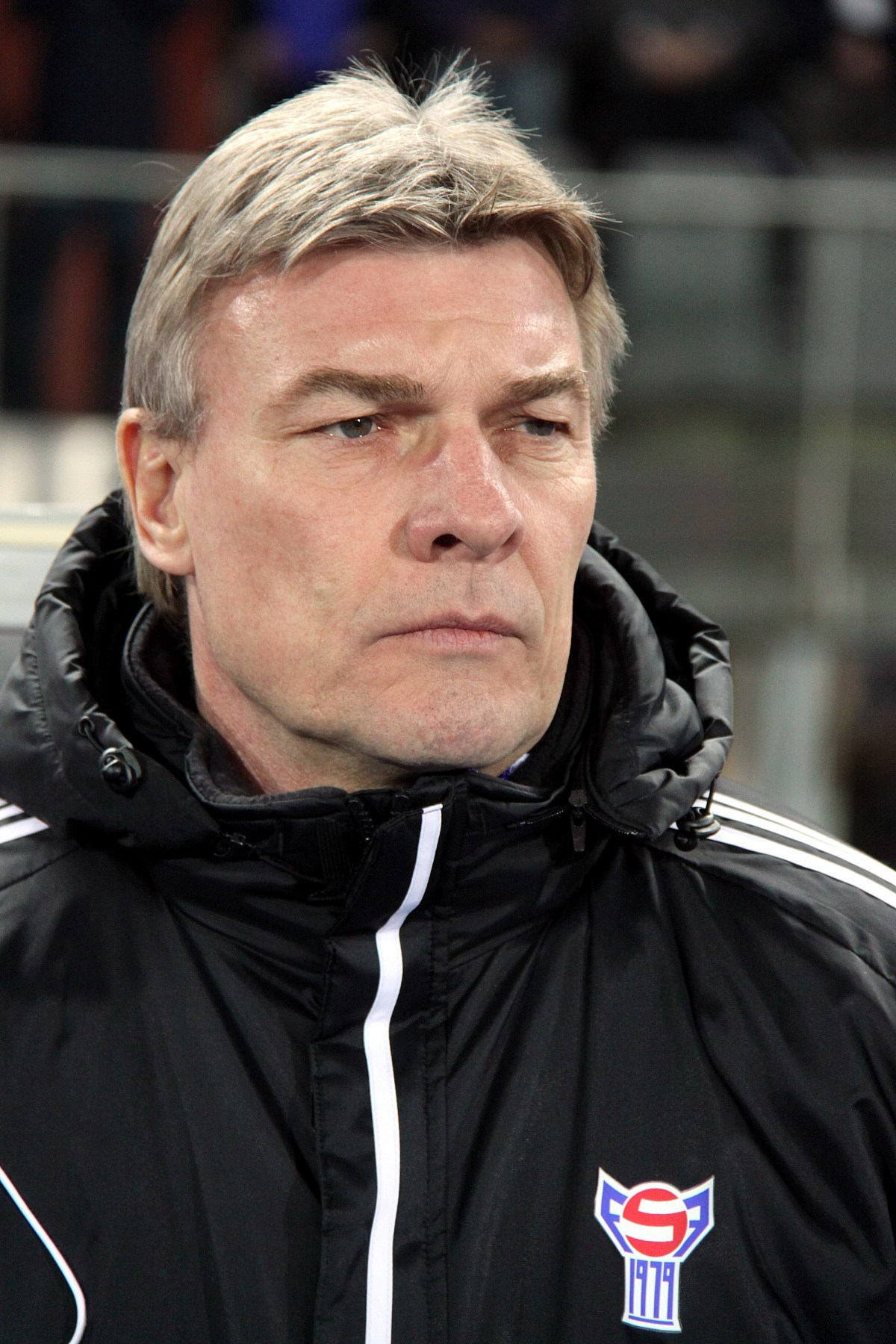
Teamchef Lars Olsen

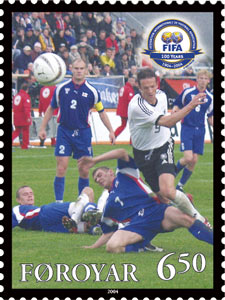
Färöarna–Tyskland: 0–2, EM-kvalmatch i Tórshavn den 11 juni 2003. Matchen avbildad på färöiskt frimärke från 2004.

Färöarnas herrlandslag i fotboll tävlar fastän Färöarna inte är en självständig stat, utan en självstyrande ögrupp tillhörande Danmark. Färöarna spelar i huvudsak sina hemmamatcher på Tórsvøllur i huvudstaden Tórshavn.

## Historik
Färöarnas fotbollsförbund bildades den 13 januari 1979 och blev 1988 fullvärdig medlem av Fifa samt 1990 av Uefa.
Redan under 1930-talet spelade Färöarna ett flertal inofficiella matcher mot den brittiska ögruppen Shetlandsöarna. I första matchen blev det stryk för Färöarna då Shetlandsöarna vann med 5–1 i Lerwick den 10 juni 1930.
Den första riktiga landskampen spelades dock först 12 juli 1972 borta mot Island, en match som Island vann med 3–0. Den hittills (2006) största förlusten kom den 10 juli 1985 efter 0–9 mot Island i Keflavík på Island. Island var också det första landet man mötte i en officiell match, 24 augusti 1988 i Akranes på Island i en match som Island vann med 1–0. Största vinsten hittills är 5–1 hemma mot Liechtenstein 2021. Sedan invigningen år 2000 har Färöarna spelat sina internationella matcher på Tórsvøllur i Tórshavn.

### EM-kval
Färöarna deltog för första gången i kvalspel till de stora turneringarna vid kvalspelet till EM i Sverige 1992. Den 12 september 1990 vann Färöarna sin första match i dessa sammanhang med 1–0 över Österrike i Landskrona i Sverige. Detta anses av många vara Färöarnas främsta merit genom åren. I samma kval tog man även ytterligare en poäng efter 1–1 borta mot Nordirland.
I kvalet till EM i England 1996 togs två segrar mot San Marino, 3–0 hemma och 3–1 borta. I bortamatchen gjorde Todi Jónsson även ett hattrick. Tack vare dessa två segrar undvek man sistaplatsen i gruppen, men man var nio poäng bakom fyran tillika den nordiska grannen Finland.
I kvalet till EM 2000 i Nederländerna och Belgien tog Färöarna tre poäng efter oavgjort hemma mot Skottland och Bosnien och Hercegovina samt oavgjort borta mot Litauen. Dessutom förlorades fyra av de övriga sju matcherna uddamålet. I kvalet till EM 2004 i Portugal spelade Färöarna återigen oavgjort hemma mot Skottland. Man ledde matchen med 2–0 innan skottarna utjämnade under andra halvlek. Mot Tyskland förlorade man också med enbart 1–2 på bortaplan, och hemma var ställningen 0–0 i 88 minuter innan tyskarna gjorde två sena mål.
Under kvalet till EM 2008 i Schweiz och Österrike förlorade man samtliga tolv matcher, men matcherna mot Italien förlorades med enbart 1–2 hemma och 1–3 borta. Även båda matcher mot Litauen förlorades med uddamålet.

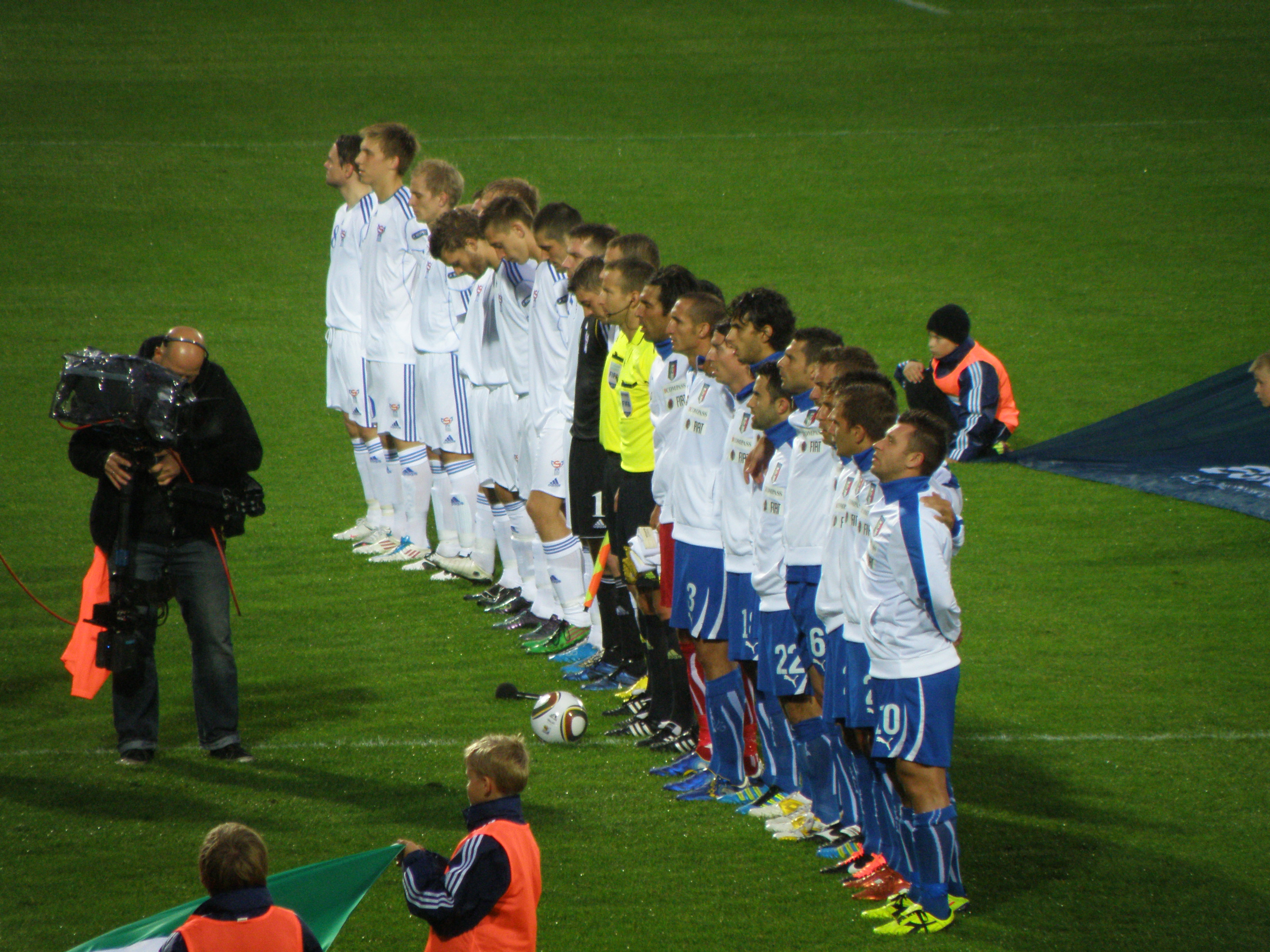
Det färöiska landslaget (längst bort) och det italienska landslaget inför en match i kvalet till EM-2012.

Laget slutade sist i sin kvalgrupp till EM i Ukraina och Polen 2012, men fick där fyra poäng efter en hemmaseger (2–0) mot Estland (som dessutom senare skulle ta en playoffplats) samt 1–1 hemma mot Nordirland.
I kvalet till EM 2016 tog Färöarna dubbla skrällsegrar mot Grekland och hamnade slutligen näst sist före grekerna i tabellen. Även i EM-kvalet därpå till EM 2020 slutade man näst sist efter en seger (1–0) hemma mot Malta.

### VM-kval
Färöarnas VM-kvalsdebut till VM 1994 i USA slutade illa med tio raka förluster och målskillnaden 1–38. Det enda målet gjorde Uni Arge mot Cypern borta.
Nästa kval, till VM 1998 i Frankrike togs två 2–1-segrar mot Malta som var det enda landet man slutade före i gruppen. Färöarnas skyttekungen i kvalet var Todi Jónsson som gjorde 4 mål. I kvalet till VM 2002 i Korea och Japan togs sju poäng efter två segrar, en oavgjord och sju förluster samt en femteplats i gruppen. Vinsterna togs mot Luxemburg efter 1–0 hemma och 2–0 borta. Pinnen togs mot Slovenien då det blev 2–2 hemma. Färöarna gjorde sex mål och släppte bara in 23 mål.
Kvalet till VM i Tyskland 2006 blev ingen framgång. Den enda poängen kom efter 2–2 borta mot Cypern, och man kom därmed sist i gruppen. 2010 års kval slutade bättre för Färöarnas del. I den tredje matchen spelade man 1–1 mot Österrike hemma, och efter exakt fyra år av enbart förluster bröts den negativa följden. 2008 avgick Jógvan Martin Olsen som tränare för Färöarna, och en tid senare tog irländaren Brian Kerr över, som därmed blev Färöarnas första (och hittills) enda icke-nordiska tränare. I september 2009 skrällslog man Litauen i samma VM-kval och tog därmed den första tävlingssegern på åtta år. Man slutade sist i gruppen med fyra poäng, men bara åtta bakom Rumänien och Litauen samt tio poäng bakom trean Österrike.
Färöarnas VM-kval 2014 blev ingen större framgång, och man tog bara en poäng efter oavgjort hemma mot Kazakstan. Man gjorde däremot sitt hittills sitt bästa kval i kvalet till VM 2018, där man tog nio poäng totalt och slut. Det blev fyra poäng mot vardera Lettland och Andorra, vilka man hamnade före i tabellen. Man ordnade även en poäng hemma mot Ungern efter en mållös match. För första gången slutade Färöarna bättre än näst sist i sin kvalgrupp, och man var bara fyra poäng bakom trean Ungern. Däremot var man chanslösa mot Portugal och Schweiz, vilka slutade etta respektive tvåa överlägset före de andra lagen i gruppen.
I 2022 års kvalspel slutade Färöarna näst sist före Moldavien, vilka man tog sina enda fyra poäng mot.

## Minnesvärda matcher
Färöarna 1–Österrike 0
Färöarna deltog för första gången i kvalspel till de stora turneringarna vid kvalspelet till EM i Sverige 1992. Den 12 september 1990 vann Färöarna sin första match i dessa sammanhang med 1–0 över Österrike i Landskrona i Sverige, där matchen spelades eftersom det inte fanns någon gräsplan på Färöarna. Trävaruarbetaren Torkil Nielsen gjorde målet. Detta anses av många vara Färöarnas främsta merit genom åren. Österrike som hade bra spelare och profiler som Andreas Herzog, Michael Konsel, Gerhard Rodax, Andreas Ogris och Toni Polster under denna tid och hade också spelat VM-slutspel i Italien 1990. "Vi har inte råd med ett nytt Färöarna", har blivit ett talesätt efter matchen i Landskrona.[källa behövs]

## Goda matcher
- 14-04-89  Färöarna 1–0 Kanada  (Vänskapsmatch)
- 12-09-90  Färöarna 1–0 Österrike  (EM-Kval 1992)
- 01-05-91  Nordirland 1–1 Färöarna  (EM-Kval 1992)
- 15-07-91  Färöarna 1–1 Turkiet  (Vänskapsmatch)
- 05-08-92  Färöarna 1–1 Israel  (Vänskapsmatch)
- 24-02-96  Estland 2–2 Färöarna  (Vänskapsmatch)
- 06-08-97  Estland 0–2 Färöarna  (Vänskapsmatch)
- 10-10-98  Litauen 0–0 Färöarna  (EM-Kval 2000)
- 05-06-99  Färöarna 1–1 Skottland  (EM-Kval 2000)
- 09-06-99  Färöarna 2–2 Bosnien och Hercegovina  (EM-Kval 2000)
- 03-09-00  Färöarna 2–2 Slovenien  (VM-Kval 2002)
- 31-01-01  Sverige 0–0 Färöarna  (Vänskapsmatch)
- 07-09-02  Färöarna 2–2 Skottland  (EM-Kval 2004)
- 09-10-04  Cypern 2–2 Färöarna  (VM-Kval 2006)
- 11-10-08  Färöarna 1–1 Österrike  (VM-Kval 2010)
- 22-03-09  Island 1–2 Färöarna  (Vänskapsmatch)
- 09-09-09  Färöarna 2–1 Litauen  (VM-Kval 2010)
- 12-10-10  Färöarna 1–1 Nordirland  (EM-Kval 2012)
- 07-06-11  Färöarna 2–0 Estland  (EM-Kval 2012)
- 14-11-14  Grekland 0–1 Färöarna  (EM-Kval 2016)
- 13-06-15  Färöarna 2–1 Grekland  (EM-Kval 2016)
- 06-09-16  Färöarna 0–0 Ungern  (VM-Kval 2018)
- 07-10-16  Lettland 0–2  Färöarna (VM-Kval 2018)

### Övriga turneringar
Island Games eller "internationella öspelen" avgörs vartannat år mellan, oftast, regionala lag från världens olika hörn. Färöarna vann de två första turneringarna (1989, 1991), vilka även var deras enda. Finalen 1991 spelades på Åland och Färöarna tog hem det efter 2–0 mot Anglesey (ö i Wales).

## Förbundskaptener
- Páll Guðlaugsson (1990–1993)
- Allan Simonsen (1993–2001)
- Henrik Larsen (2001–2005)
- Jógvan Martin Olsen (2005–2008)
- Brian Kerr (2008–2011)
- Lars Olsen (2011–2019)
- Håkan Ericson (2019–)

## Bästa målskyttar
- Rógvi Jacobsen (10)
- Klæmint Olsen (10)
- Todi Jónsson (9)
- Uni Arge (8)
- Jóan Símun Edmundsson (8)

## Spelare

### Nuvarande trupp
Följande spelare var uttagna till Uefa Nations League-matcherna mot Turkiet, Luxemburg och Litauen den 4–14 juni 2022.
Antalet landskamper och mål är uppdaterade efter matchen mot Liechtenstein den 15 april 2022.
| Nr | Pos. | Namn                      | Födelsedatum (ålder) | Matcher | Mål |          | Klubb           |
| -- | ---- | ------------------------- | -------------------- | ------- | --- | -------- | --------------- |
| 1  | MV   | Gunnar Nielsen            | 6 november 1986      | 64      | 0   | Island   | FH              |
| 12 | MV   | Teitur Gestsson           | 19 augusti 1992      | 19      | 0   | Färöarna | HB              |
| 23 | MV   | Mattias Lamhauge          | 2 augusti 1999       | 1       | 0   | Färöarna | B36             |
|    |      |                           |                      |         |     |          |                 |
| 3  | F    | Viljormur Davidsen        | 19 juli 1991         | 56      | 2   | Sverige  | Helsingborgs IF |
| 4  | F    | Daniel Johansen           | 9 juli 1998          | 4       | 0   | Färöarna | HB              |
| 5  | F    | Sonni Nattestad           | 5 augusti 1994       | 41      | 3   | Färöarna | B36             |
| 13 | F    | Hørður Askham             | 22 september 1994    | 7       | 0   | Färöarna | HB              |
| 14 | F    | Rógvi Baldvinsson         | 6 december 1989      | 49      | 4   | Norge    | Bryne           |
| 15 | F    | Odmar Færø                | 1 november 1989      | 45      | 1   | Färöarna | KÍ              |
|    | F    | Heini Vatnsdal            | 18 oktober 1991      | 30      | 1   | Färöarna | KÍ              |
|    | F    | Ári Mohr Jónsson          | 22 juli 1994         | 11      | 1   | Färöarna | HB              |
|    |      |                           |                      |         |     |          |                 |
| 6  | MF   | Hallur Hansson            | 8 juli 1992          | 69      | 5   | Island   | KR              |
| 7  | MF   | Jóannes Bjartalíð         | 10 juli 1996         | 19      | 0   | Färöarna | KÍ              |
| 8  | MF   | Meinhard Olsen            | 10 april 1997        | 19      | 1   | Norge    | Mjøndalen       |
| 9  | MF   | Gilli Rólantsson Sørensen | 11 augusti 1992      | 52      | 1   | Norge    | Odd             |
| 10 | MF   | Sølvi Vatnhamar           | 5 maj 1986           | 57      | 2   | Färöarna | Víkingur        |
|    | MF   | Gunnar Vatnhamar          | 29 mars 1995         | 20      | 2   | Färöarna | Víkingur        |
| 20 | MF   | René Shaki Joensen        | 8 februari 1993      | 33      | 3   | Färöarna | HB              |
| 22 | MF   | Jákup Andreasen           | 31 maj 1998          | 9       | 0   | Färöarna | KÍ              |
|    | MF   | Hannes Agnarsson          | 26 februari 1999     | 1       | 0   | Danmark  | Hellerup        |
|    | MF   | Mads Boe Mikkelsen        | 11 december 1999     | 0       | 0   | Färöarna | KÍ              |
|    |      |                           |                      |         |     |          |                 |
| 11 | A    | Klæmint Olsen             | 17 juli 1990         | 44      | 10  | Färöarna | NSÍ             |
| 21 | A    | Patrik Johannesen         | 7 september 1995     | 14      | 1   | Island   | Keflavík        |